# Фёдоров, Йоанна
Йоанна Фёдоров (пол. Joanna Fiodorow; род. 4 марта 1989, Августов, Сувалкское воеводство) — польская легкоатлетка, специализирующаяся в метании молота. Серебряный призёр чемпионата мира 2019 года. Призёр чемпионатов Европы и летних Универсиад. Участница летних Олимпийских игр 2016 года.

## Карьера
Фёдоров представляла Польшу на чемпионате мира 2011 года в Южной Корее, но не смогла квалифицироваться в финал. За месяц до чемпионата мира Йоанна заняла девятое место на Универсиаде в Китае. 
На летних Олимпийских играх в Бразилии представляла свою страну в соревнованиях по метанию молота. Заняла итоговое девятое место, показав результат 69,87 метра.
На чемпионате Европы 2018 года в Берлине она заняла итоговое третье место с результатом 74,00 метра. 
28 сентября 2019 года Йоанна в Дохе стала серебряным призёром чемпионата мира в метании молота, метнув снаряд на 76,35 метра. 

## Основные результаты
| Год  | Соревнование                        | Место проведения          | Место  | Результат |
| ---- | ----------------------------------- | ------------------------- | ------ | --------- |
| 2014 | Чемпионат Европы по лёгкой атлетике | Цюрих, Швейцария          | 3      | 73,67 м   |
| 2015 | Универсиада                         | Кванджу, Республика Корея | 2      | 69,69 м   |
| 2015 | Чемпионат мира по лёгкой атлетике   | Пекин, Китай              | 17 (q) | 68,72 м   |
| 2016 | Олимпийские игры                    | Рио-де-Жанейро, Бразилия  | 9      | 69,87 м   |
| 2017 | Чемпионат мира по лёгкой атлетике   | Лондон, Великобритания    | 6      | 73,04 м   |
| 2017 | Универсиада                         | Тайбэй, Тайвань           | 3      | 71,33 м   |
| 2018 | Чемпионат Европы по лёгкой атлетике | Берлин, Германия          | 3      | 74,00 м   |
| 2019 | Чемпионат мира по лёгкой атлетике   | Доха, Катар               | 2      | 76,35 м   |